# معركة الأمعاء الخاوية
الأمعاء الخاوي أو معركة الأمعاء الخاوية معركة يقودها الأسرى الفلسطينيون في سجون إسرائيل من خلال امتناعهم عن تناول الطعام في إضراب عن الطعام عام ومفتوح الأجل، حيث يمارسون فيها سياسة الضغط على إدارة السجون من أجل تحقيق مطالبهم.

## الإضراب عن الطعام
رفض شخص أو عدّة أشخاص الأكل لإظهار ظلم ما على الساحة العامة باستنهاض الرأي والسلطة في آنٍ معاً، ويعد الإضراب عن الطعام امتناع عن الأكل فقط وليس الشرب

### الإضراب المحدود عن الطعام
الامتناع عن تناول الطعام لفترة محدودة تتراوح بين يومين إلى ثلاثة أيّام بُغية استنكار موقف يخص مجموعة من الأفراد وله أثره على الساحة العامة، ويطبّق للاحتجاج على ظلم واستنهاض أصحاب القرار والخصوم بالإضافة إلى اشعار الرأي العام بأهمية القضية.

### الإضراب غير المحدود عن الطعام
الامتناع عن تناول الطعام لفترة زمينة غير محدودة، وتقترن فترة انقضائها بتحقيق المطالب التي نفذّ من أجلها الإضراب، حيث يتم الإعلان بين المضربين عن الطعام أن الإضراب سيبقى مفتوحاً إلى أجل مُسمّى.
ويهدف المضربين عن الطعام بشكل عام إلى تهويل الموقف واعلان حالة الطوارئ، وهم إذ يرفضون منحَ أنفسهم مزيدًا من الوقت يؤكدون أن الوقت طال بما فيه الكفاية وأنه لم يعد لديهم وقت لاحتمال المزيد من الظلم.

## البداية
بدأت «معركة الأمعاء الخاوية» من داخل سجون الاحتلال الإسرائيلية بتاريخ 17-ابريل/نيسان-2012 حيث امتنع 1600 أسير فلسطيني عن تناول وجبات الطعام لذلك اليوم وأعادوها إلى إدارة السجون في خطوة أطلقوا عليها «معركة الأمعاء الخاوية» التي فضلوا فيها الجوع على الخضوع لسياسات وأفعال وصفوها بالتعسفية، باتت إدارات السجون الإسرائيلية تتخذها بحقهم. وبذلك أعلن الأسرى بداية الإضراب المفتوح الذي سيطبقونه للضغط على السياسة التي تتبعها ادارات السجون الإسرائيلية، وشمل بذلك الإضراب، الامتناع عن تناول الطعام والشراب عدا الماء حتى تتحقق كافة المطالب، التي طبّق من أجلها الإضراب، ويعد هذا الإضراب الاضخم من نوعه في سجون الاحتلال الإسرائيلية.

## مطالب الأسرى
تعددت الأسباب التي من أجلها أعلن الأسرى في سجون الاحتلال إضرابهم وقد تناقلت وسائل الاعلام عدد من هذه المطالب منها «غير مرتبة حسب الأولوية»:
- انهاء سياسة الاعتقال الإداري، والعزل الانفرادي.
- إعادة التعليم الجامعي والتوجيهي.
- وقف الاعتداءات والاقتحامات لغرف وأقسام الأسرى.
- السماح بالزيارت العائلية وخاصّة لأسرى قطاع غزة.
- تحسين العلاج الطبّي للأسرى المرضى.
- وقف سياسة التفتيش والإذلال لأهالي الأسرى خلال الزيارات على الحواجز.
- السماح بإدخال الكتب والصحف والمجلات.
- وقف العقوبات الفردية والجماعية بحقّ الأسرى.

وقد اتّبعت إدارة السجون الإسرائيلية سياسة التسويف والتأجيل وتجزئة المطالب في الردّ على الأسرى من أجل إضعاف عزيمتهم وإحداث الشقوق في صفوف المضربين، ومن الأمثلة على ذلك، التالي من الردود المقدمة من سجون الاحتلال للمضربين، والتي لا توفي جزءاً بسيطاً من مطالب الأسرى:
- زيارات أسرى قطاع غزة، تأجيل الرد لمدة أسبوعين بحجة إجراء الترتيبات لذلك مع الجهات المختصة منها الجيش والصليب الأحمر الدولي.
- السماح بالاتصال التلفوني للأسير مرة كل شهر.
- السماح بإعادة ثلاثة محطات فضائية هي BBC2 وأبو ظبي وروتانا سينما.
- السماح بالتصوير مع الأهل مرة كل خمس سنوات وليس مرة واحدة في العمر كما كان سابقاً.
- السماح بتجميع الأشقاء أو الآباء مع أبنائهم في سجن واحد.
- السماح بزيارات مفتوحة ودون شبك للحالات الإنسانية من الأهل.
- التعليم الجامعي: انتظار رد محكمة العدل العليا حول ذلك بسبب التماس مرفوع للمحكمة من عدد من المؤسسات الحقوقية الفلسطينية.

## أبرز أسماء الأسرى المضربين عن الطعام

### خضر عدنان
أسير فلسطيني مُحرَّر بعد إضرابه عن الطعام لمدة 66 يوماً.
في يوم 12 كانون الثاني/يناير 2012 وبعد زيارة محاميه له، تبيّن أن المعتقل خضر يرفض تناول أي شيء إلا الماء ولا يُقدم له أي نوع من الأملاح أو الفيتامينات، وقد هدده مدير مستشفى الرملة بأنه في وقت ما سيُرغمونه على التغذية بالقوة بواسطة أنابيب «الزوندا» كما يُعرفها الأسرى والتي تستخدم لكسر إضراب الأسير بإجباره على تناول الطعام إذا ما استمر في إضرابه عن الطعام، وامتناعه عن إجراء الفحوصات الطبية ورَفـْض العلاج والسوائل والحبوب للتغذية.
وخلال فترة اعتقاله التي أقرنها بالإضراب عن الطعام، تعرّض إلى ضغوطات كبيرة في سبيل فكّه للإضراب، فقد تم عزله في سجن انفرادي، وتفتيشه عاريّاً تماماً ووصف الزنزانة وقتها بـ «الإضاءة فيها متواصلة - على مدار الساعة وقوية حادة – صراخ دائم من قبل السجناء الجنائيين، وقد دخلت قوة من السجّانين وفتـّشوا الزنزانة وفتشوني تفتيشاً عارياً».
أوقف إضرابه عن الطعام الذي استمر ستة وستين يوماً يوم 22 فبراير 2012 م، وهو أطول إضراب عن الطعام في تاريخ الأسرى الفلسطيينيين في تلك الفترة، بعد صفقة مع النيابة العسكرية الإسرائيلية تقضي بالإفراج عنه في أبريل/نيسان 2012.

### ثائر حلاحلة،بلال ذياب
اثنين من الأسرى الذين ساروا على خُطى الأسير المُحرَّر خضر عدنان، ويعتبر كل من الأسيرين من مُفجري ثورة الكرامة خلف القضبان، ليعلنا في 28 - من شباط/فبراير - 2012 إضرابهما عن الطعام احتجاجًا على استمرار سياسة الاعتقال الإداري دون تهمة موجّهة، وقد مضى على الإضراب الذي يخوضه كل من الأسيرين (76) يومًا ليتخطيا بذلك الرقم المُسجل باسم الشيخ خضر عدنان الذي استمر بإضرابه عن الطعام لمدة (66) يومًا قبل أن يتحرر في أبريل/نيسان 2012 ، وبذلك سجّل كل من ثائر حلاحلة وبلال ذياب أقصى مدّة زمنية من الإضراب عن الطعام متجاوزين بذلك رقم الأسير الأيرلندي بوبي سانردز «عضو الجيش الجمهوري الأيرلندي» الذي استمر في إضرابه عن الطعام لمدة 74 يوماً احتجاجا على الوضع السياسي في سجن لونج كيش.

### أسرى آخرون
وفي 17 - ابريل/نيسان - 2012 أعلن عدد كبير من الأسرى دخولهم في حالة إضرابٍ مفتوح تضامناً مع بقيّة الأسرى المُضربين ولزيادة الضغوط على إدراة السجون الإسرائيلية، ويدخل مُعظم الأسرى اليوم، يومهم الـ 26 من الإضراب ليكملوا مسيرة معركة الكرامة ويلحقوها بمعركة الأمعاء الخاوية.